# Dianemobius kimurae
Dianemobius kimurae is een rechtvleugelig insect uit de familie krekels (Gryllidae). De wetenschappelijke naam van deze soort is voor het eerst geldig gepubliceerd in 1911 door Shiraki.
1. ↑  (en) Dianemobius kimurae op de IUCN Red List of Threatened Species.